# Bagneaux
Bagneaux is een gemeente in het Franse departement Yonne (regio Bourgogne-Franche-Comté) en telt 214 inwoners (2004). De plaats maakt deel uit van het arrondissement Sens.

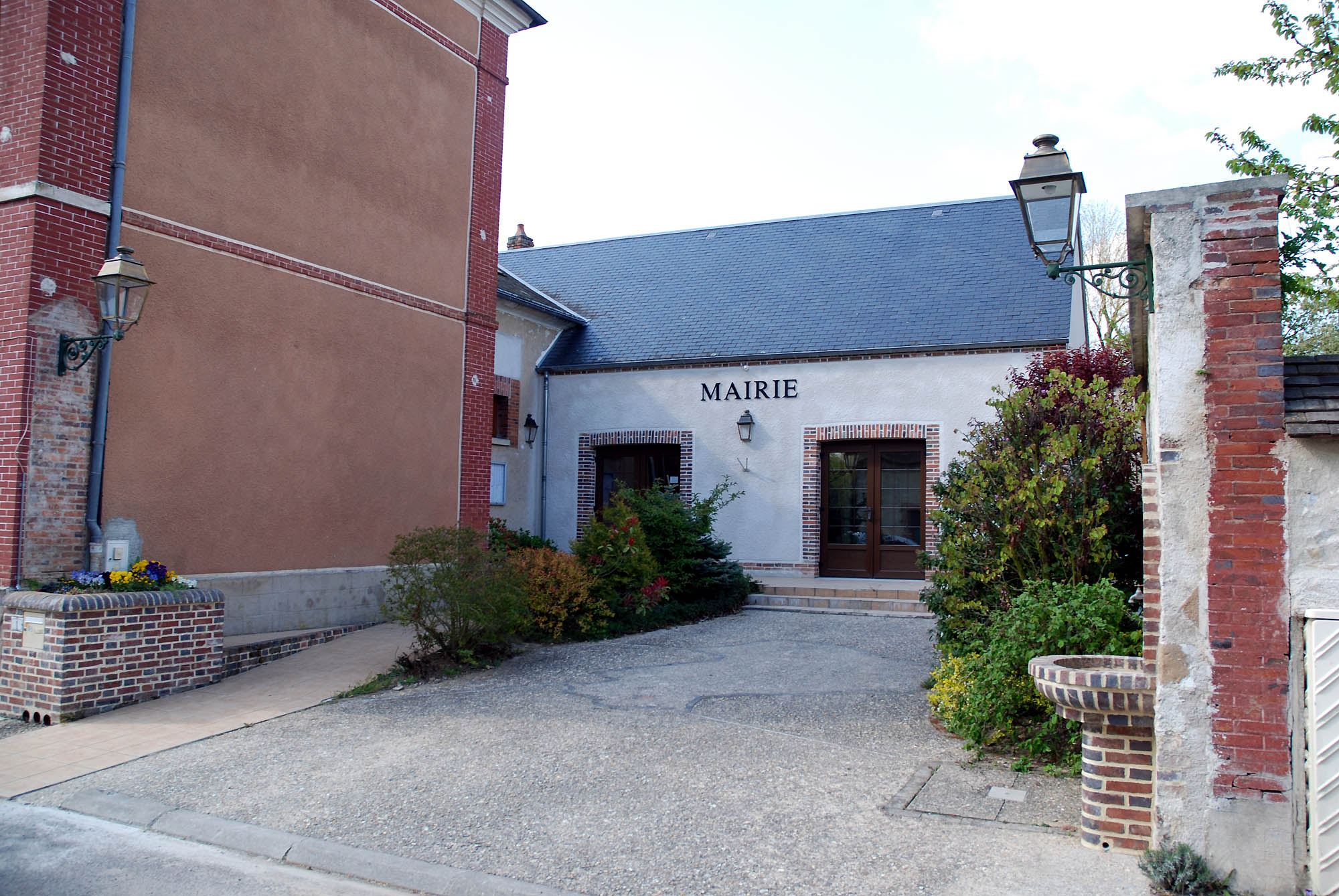

## Geografie
De oppervlakte van Bagneaux bedraagt 15,9 km², de bevolkingsdichtheid is 13,5 inwoners per km².
De onderstaande kaart toont de ligging van Bagneaux met de belangrijkste infrastructuur en aangrenzende gemeenten.

## Demografie
Onderstaande figuur toont het verloop van het inwonertal (bron: INSEE-tellingen).